# Ovanåker
Ovanåker és una localitat situada al municipi d'Ovanåker, al centre de Suècia dins el comtat de Gävleborg a Hälsingland.
L'any 2010 tenia 212 habitants. És el vicariat original de la família Celsius, i entre ells Anders Celsius, que van agafar aquest cognom de la forma llatinitzada de la localitat que en suec significa "monticle" (Celsius en llatí).